# Chloroclystis chlamydata
Chloroclystis chlamydata là một loài bướm đêm trong họ Geometridae.